# Pałac w Makowicach
Pałac w Makowicach – zabytkowy pałac we wsi Makowice (województwo dolnośląskie)  w Polsce, w powiecie świdnickim, w gminie Świdnica.

## Historia
Obiekt powstały w 1875 z przebudowy renesansowego dworu z XVII w. jest częścią zespołu pałacowego, w skład którego wchodzi jeszcze park z XVII-XIX w.; cmentarz rodowy, z XIX w.